# جوناثان بولارد
جوناثان جاي بولارد (بالإنجليزية: Jonathan Jay Pollard) (مواليد 7 أغسطس، 1954 في غالفيستون، تكساس) هو جاسوس إسرائيلي ومواطن أمريكي يهودي، وهو أيضا محلل استخبارات مدني سابق في القوات البحرية الأمريكية. واتُهم بولارد بالتجسس على الولايات المتحدة واستغلال منصبه لتسريب معلومات لصالح إسرائيل، وشملت المعلومات التي سربها للإسرائيليين صور فضائية لتونس ساعدت إسرائيل بعملية الساق الخشبية وقدم لهم معلومات حول الجيوش العربية، تنازل بولارد عن الحق في المحاكمة في مقابل القيود المفروضة على الحكم، وأقر بأنه مذنب، وأدين لكونه جاسوسا لحساب إسرائيل، ثم حكم عليه بالسجن مدى الحياة في العام 1986، ونفت إسرائيل حتى العام 1998 أن يكون بولارد جاسوسا لحسابها، وفي العام 2008 مُنح الجنسية الإسرائيلية وفي يوم 20/11/2015 أُفرج عنه بعدما أمضى قرابة الثلاثين عاماً خلف القضبان ولم يصبح حرًا في تنقلاته خارج الولايات المتحدة إلا في 2020 حيث أنه أمضى 5 سنوات تحت افراج مشروط.
تسبب اعتقاله بإحراج شديد لإسرائيل، كونها تجسست على حليفها الرئيسي الولايات المتحدة، اعتذر رئيس الوزراء الإسرائيلي شمعون بيريز عن أنشطة بولارد وفك ارتباط إسرائيل بشبكة جواسيس في وكالة الاستخبارات العلمية الأمريكية (scientific intelligence agency) وهي الشبكة التي عملت مع بولارد.
عندما كان بولارد صغيرًا، انتقلت عائلته إلى ساوث بيند بولاية إنديانا، حيث كان والده أستاذًا في علم الأحياء الدقيقة بجامعة نوتردام، تخرج بولارد من جامعة ستانفورد عام 1976 بدرجة البكالوريوس في العلاقات الدولية، وفي عام 1977 تم رفضه للعمل في وكالة المخابرات المركزية (CIA) بعد تحقيق كشف عن استخدامه للمخدرات وميله لرواية بعض القصص (التي أعطى بعضها انطباعًا بأنه عميل للمخابرات الإسرائيلية)، وبدأ الدراسات العليا في القانون والدبلوماسية في جامعة تافتس في ميدفورد (ماساتشوستس)، في عام 1979 عندما حصل على وظيفة في مكتب استخبارات العمليات الميدانية للبحرية الأمريكية في ماريلاند، لم تقدم وكالة المخابرات المركزية (CIA) تقريرها السابق عنه لمن كانوا يحققون في لياقته البدنية، بعد أن كشفه وهو يكذب بوظيفته في عام 1981 فتم تخفيض تصريحه الأمني، وطُلب منه طلب مساعدة نفسية ولكنه استعاد تصريحه الأمني بعد أن تقدم بشكوى.
في عام 1984 تم تعيينه في مركز الإنذار لمكافحة الإرهاب التابع للبحرية الأمريكية، وكان المركز يتيح له الوصول إلى جميع الوثائق الحكومية التي يمكن أن تساعده في وظيفته، وقال انه اتصل بمسؤولين في السفارة الاسرائيلية الذين كانوا على اتصال مع مكتب العلاقات العلمية الإسرائيلي (لاكام) وبدأ بتزويدهم بصناديق وحقائب مليئة بالمعلومات من الوزارات الأمريكية المختلفة مثل وزارة الخارجية، وزارة الدفاع، وزارة العدل، وكالة الاستخبارات المركزية ووكالة الأمن القومي. في 25 أكتوبر 1985 شوهد بولارد يحمل حزمة كبيرة من مكتبه إلى سيارة زوجته وتم بعدها وضعه تحت المراقبة، وفي 21 تشرين الثاني (نوفمبر) تم اعتقاله خارج السفارة الإسرائيلية في واشنطن، حيث ذهب هو وزوجته على أمل الحصول على اللجوء، وتم القبض على زوجته في اليوم التالي.
تعاون بولارد مع المحققين واعترف بأنه مذنب لنقله معلومات سرية إلى دولة أجنبية، ومع ذلك حُكم عليه في مارس 1987 بأقصى عقوبة وهي السجن المؤبد، وحُكم على زوجته بالسجن خمس سنوات، عند النطق بالحكم زعم بولارد أن الدافع وراء ما قام به هو «الطائفية» (بولارد يهودي الديانة)، رغم ذلك كان العملاء الإسرائيليين قد دفعوا له 30 ألف دولار كل عام لمدة 10 سنوات ودفعوا له بالفعل أكثر من 45 ألف دولار، وقد كتب وزير الدفاع الأمريكي كاسبار واينبرغر إلى القاضي أن بولارد قد أضر بشكل خطير بالأمن القومي.
دخل بولارد سجنًا فيدراليًا في ماريون (إلينوي)، ثم نُقل إلى سجن في بتنر (وهو تاسع أفضل السجون الأمريكية حسب قائمة لمجلة فوربس)، أُطلق سراح زوجته في عام 1989 من سجن فيدرالي في دانبري (كونيتيكت)، وفي عام 1990 انفصل الزوجان، وتزوج بولارد مرة أخرى أثناء وجوده في السجن وانتقلت زوجته الأولى في النهاية إلى إسرائيل، وفي عام 1996 منحت إسرائيل جنسيتها لبولارد، استمرت العديد من الجماعات الموالية لإسرائيل في المطالبة بإطلاق سراح بولارد من السجن، بالإضافة لمحاولات المسؤولون الإسرائيليين لإطلاق سراحه. في عام 2015 تم الإفراج المشروط عنه، وفي 20 نوفمبر تم إطلاق سراحه من السجن، وكجزء من شروط الإفراج المشروط عنه مُنع بولارد من مغادرة الولايات المتحدة لمدة خمس سنوات، وانتهى منع السفر المفروض عليه في عام 2020.

## نوعية المعلومات المسربة لإسرائيل
في عام 1984 ، تطوع بولارد وخطيبته آن هندرسون للتجسس لصالح إسرائيل بينما كان بولارد يعمل كمحلل استخباراتي في مركز مكافحة الإرهاب التابع للبحرية الأمريكية، كان الكولونيل أفيم سيلا "Aviem Sella" (طيار وجاسوس إسرائيلي) الذي كان يقضي إجازة للدراسة في جامعة كولومبيا هو الشخص الذي عرف بولارد مع رافي إيتان رئيس مكتب الاتصال العلمي لاكام آنذاك - وهي وحدة استخبارات سرية داخل وزارة الدفاع الإسرائيلية كانت تجمع المعلومات الفنية والعملية، عملها غالبًا ما يكون متعلقًا بالمعلومات الاستخباراتية حول الطاقة النووية والنشاطات المرتبطة بها.
أدار أفراد جهاز لاكام الإسرائيلي في نيويورك وواشنطن جاسوسهم بولارد لأكثر من عام، حيث مرر بولارد لهم بشكل منهجي وثائق سرية حول عدد من الموضوعات المتعلقة بتطوير الأسلحة الكيميائية في العراق وسوريا، وصور الأقمار الصناعية لتونس (التي استخدمتها إسرائيل لاحقا في قصف مقر منظمة التحرير الفلسطينية عام 1985 في تونس)، وزود بولارد إسرائيل بمعلومات عن الجيوش العربية.

في عام 1985 ، عندما استخدم بولارد جهاز الكمبيوتر في مكتبه لانتقاء المزيد من الوثائق السرية لصالح إسرائيل، أصبح مشرفوه وضباط الأمن مرتابين وتم وضعه تحت المراقبة، وعندما أدرك بولارد وزوجته أنهما كُشفا، ذهبا إلى السفارة الإسرائيلية في واشنطن. ومع ذلك، بناءً على أوامر من إيتان طُلب منهم مغادرة السفارة، ثم تم القبض على الزوجين من قبل مكتب التحقيقات الفيدرالي، وحُكم على زوجته السابقة آن هندرسون بولارد بالسجن خمس سنوات لتحريضها لزوجها على فعلته، وطلقها بولارد في أوائل التسعينيات وتزوج بولارد بعد فترة وجيزة من إستر زيتز في السجن.

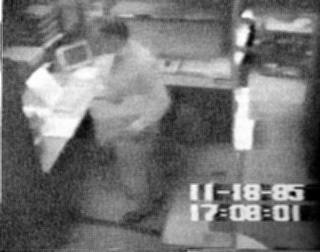
بولارد يسرب المعلومات السرية خلال فترة عمله.